# Gérard Lefranc
Gérard Lefranc (* 7. Mai 1935 in Calais; † 23. Juni 2025 ebenda) war ein französischer Fechter.

## Karriere
Gérard Lefranc begann nach dem Zweiten Weltkrieg mit dem Fechten am College Jean Jaurès in Calais. Mit der französischen Nationalmannschaft gewann er bei den Weltmeisterschaften 1958 und 1959 jeweils die Bronzemedaille. Lefranc nahm an den Olympischen Sommerspielen 1960 in Tokio teil, wo er im Mannschaftswettkampf mit dem Degen Neunter wurde. Ein Jahr später holte er bei der WM in Turin Mannschaftssilber. Bei den Weltmeisterschaften 1962 holt er mit Yves Dreyfus, Jacques Guittet und Claude Bourquard die Goldmedaille.
Gérard Lefranc wurde mit dem Ordre national du Mérite geehrt.